# Parilyrgis concolor
Parilyrgis concolor là một loài bướm đêm trong họ Erebidae.